# Calconiscellus aegaeus
Calconiscellus aegaeus là một loài chân đều trong họ Trichoniscidae. Loài này được Schmalfuss miêu tả khoa học năm 1972.